# Ramusella soror
Ramusella soror är en kvalsterart som först beskrevs av Balogh 1958.  Ramusella soror ingår i släktet Ramusella och familjen Oppiidae. Inga underarter finns listade i Catalogue of Life.